# 古泉駅
古泉駅（こいずみえき）は、愛媛県伊予郡松前町にある伊予鉄道郡中線の駅である。駅番号はIY30。

## 歴史
- 1967年（昭和42年）3月9日：開業。
- 2008年（平成20年）
  - 5月：エミフルMASAKI開業に合わせて改装。バリアフリー化（スロープの設置など）。
  - 9月1日：嘱託駅員を配置し有人化（日中のみ）。

## 駅構造
島式ホーム1面1線を持つ有人駅である。周囲を農地に囲まれた無人駅であったが、近隣に大型ショッピングセンターのエミフルMASAKIが開業したため簡易駅員詰所と簡易トイレを設置の上、2008年（平成20年）9月より有人化された。なお、常設の駅員詰所及び水洗トイレが設置されたことに伴い、簡易設備は撤去された。
改装前はY字分岐による交換設備の計画があり、交換可能駅であったかのような構造だった。しかし交換設備が設置されることはなく、後述のエミフルMASAKI開業による改装後、片側に壁とスロープが設置されたため、通常の対向式ホームと変わらない姿になった。

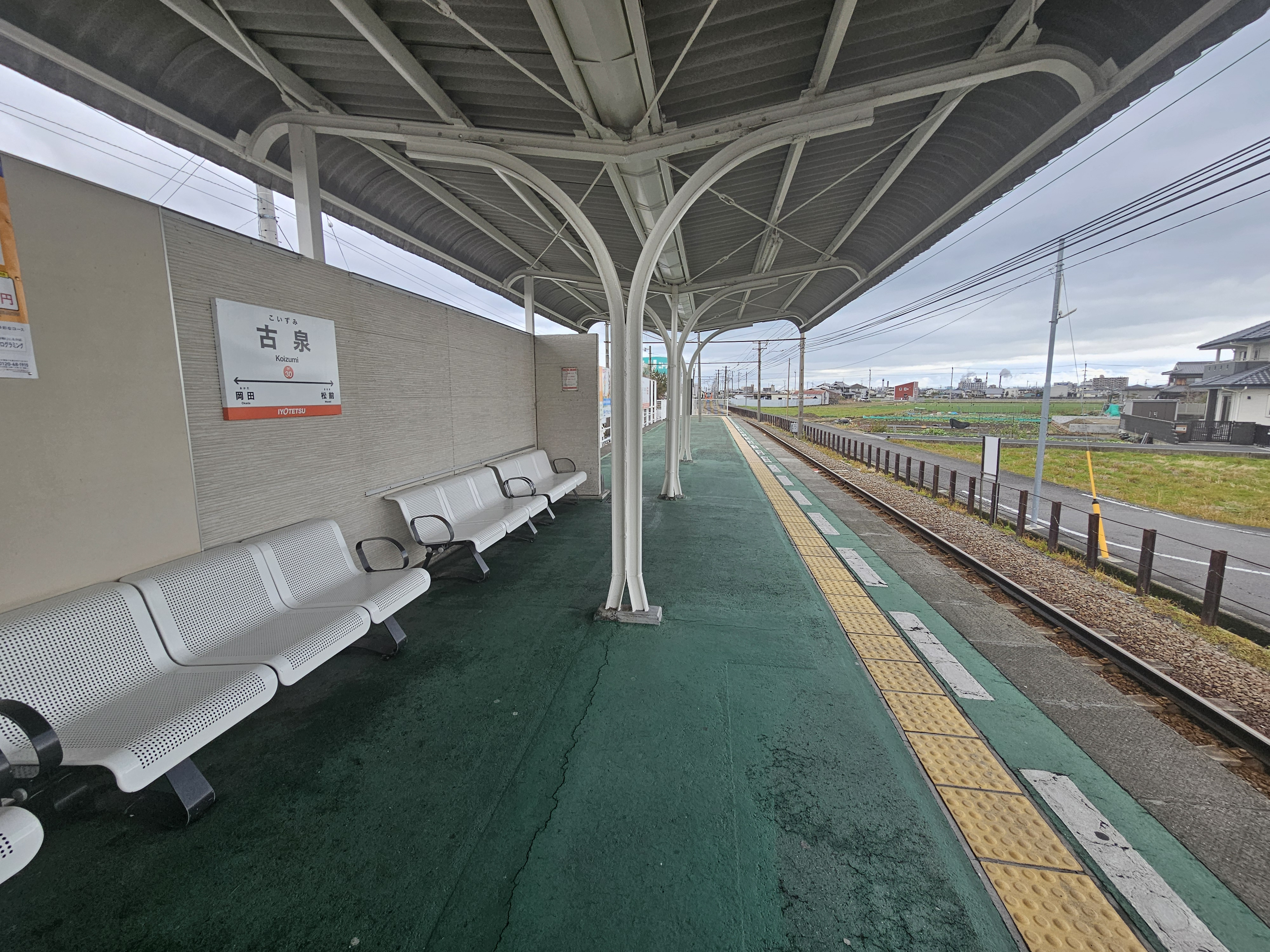
ホーム

## 利用状況
年度ごとの1日あたり乗降人員は以下の通り。2008年のショッピングセンター開業以来、利用者が大きく増加している。
| 年度   | 乗降人員 |
| ------ | -------- |
| 1980年 | 617      |
| 1985年 | 438      |
| 1990年 | 454      |
| 1995年 | 462      |
| 2000年 | 471      |
| 2005年 | 466      |
| 2008年 | 1,373    |
| 2009年 | 1,497    |
| 2010年 | 1,518    |
| 2011年 | 1,546    |
| 2012年 | 1,623    |
| 2013年 | 1,742    |
| 2014年 | 2,117    |
| 2015年 | 2,247    |
| 2016年 | 2,297    |
| 2017年 | 2,317    |
| 2018年 | 2,383    |
| 2019年 | 2,346    |

## 駅周辺

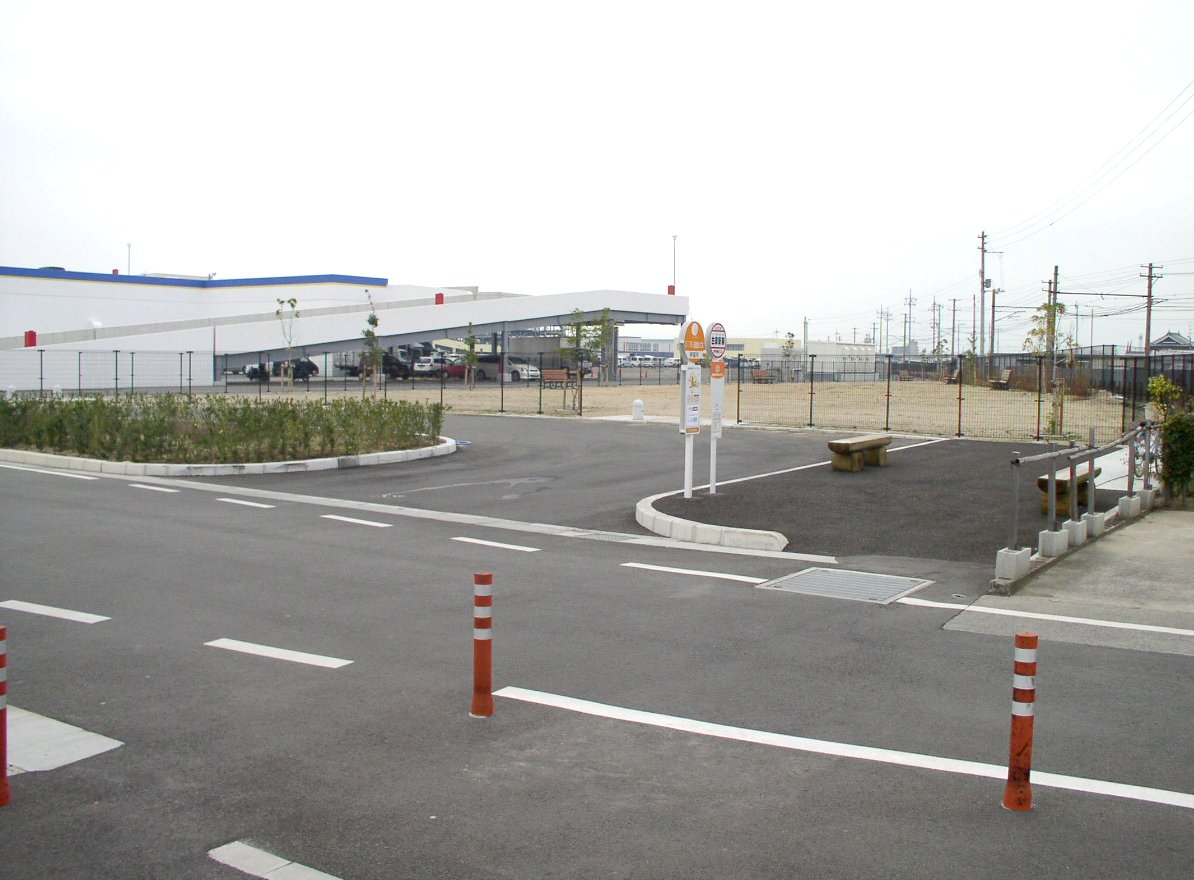
駅前ロータリー

かつては農村と住宅地とが混在している地域であったが、2008年（平成20年）春にフジ（当時）が中四国最大級のショッピングセンターのエミフルMASAKIを駅に隣接して開業して以来、駅の南側一帯はショッピングセンターの敷地で占められている。
駅前にロータリーが設置され、松前町ひまわりバスやエミフルMASAKI敷地内無料巡回バスの発着するバス停（古泉駅前）が設けられた。

## 隣の駅
伊予鉄道
■郡中線
岡田駅 (IY29) - 古泉駅 (IY30) - 松前駅 (IY31)